# قرة أغاج بايين
قرة أغاج بايين (بالإنجليزية: Qarah Aghaj-e Pain)‏ هي قرية تقع في أردبيل في إيران. يقدر عدد سكانها بـ 738 نسمة .